# Невдахи (фільм, 1981)
«Невда́хи» (фр. La Chèvre — дослівно «Цап») — кінокомедія виробництва Франції 1981 року. Перший із трьох фільмів за участі П'єра Рішара та Жерара Депардьє.
Дочку впливового генерального директора Александра Бенса викрадають під час відпочинку в Мексиці. Батько радиться з корпоративним психологом і вирішує послати на її пошуки одного зі своїх співробітників бухгалтера Франсуа Перрена в надії, що такий же невдаха, як і його дочка, обов'язково зіткнеться з тими самими нещастями й вийде на її слід. Франсуа об'єднується з приватним детективом Жаном Компаною, відповідальним за розслідування. Останній змушений змиритися з Франсуа та виправляти його незліченні помилки й нещастя на шляху пошуку дівчини.

## Сюжет
Марі Бенс, юну доньку генерального директора великої компанії, Александра Бенса, викрали під час її відпустки в Пуерто-Вальярті, Мексика. Поліція не може її розшукати й тоді її батько наймає приватного детектива Жана Кампану. Той спеціалізується на зникненнях, але за місяць не знайшовши жодної зачіпки. Тоді Александр звертається до психолога Меєра, який пропонує доручити пошуки дівчини бухгалтеру Франсуа Перрену. Справа в тому, що Франсуа, як і Марі, постійно не щастить. Більш того — експеримент показує, що він встряє у точно ті самі халепи, а отже здатен знайти шлях до Марі. Під час демонстрації бухгалтер сідає на єдиний зламаний стілець з-поміж багатьох. Отже, Франсуа стає напарником Жана — на велике роздратування останнього.
Франсуа, попри постійні дрібні невдачі, ставиться до завдання дуже серйозно. Ще дорогою до аеропорту Франсуа випадково підпалює галстук Жана, потім розбиває носа об двері та забуває документи. Під час сварки з нахабою на автостоянці Жан дізнається, що його напарник, хоч і невдаха, проте дуже наполегливий і ні перед чим не зупиняється. Так, Франсуа анонімно заявляє, що в літаку бомба, щоб затримати його виліт і встигнути забрати документи. Під час огляду його валізу пом'яли, тому обоє шукачів змушені сісти на інший рейс, який — виявляється — прибуває до Пуерто-Вальярта.
Прибувши до Мексики, Франсуа потрапляє до медпункту, бо в нього пішла з носа кров. Випадково він знайомиться з медсестрою, якій розповідає про випадок з дверима в аеропорту. Вона пригадує, що такий самий випадок стався з однією дівчиною місяць тому. Жан усвідомлює, що натрапив на слід Марі. Востаннє Марі бачили з бандитом на ім'я Хуан Арбаль. Шукаючи його, обоє бачать подругу Хуана (Жан підозрює, що це переодягнена Марі), який б'є Жана за образливий коментар про неї. Жан починає боятися, що його «заразила» невдача Франсуа.
Шукаючи зачіпки, Франсуа знайомиться з повією, яка заводить його в пастку, де бухгалтера грабують. Власник готелю зізнається, де грабіжники, і Жан відбирає в них гроші, не помітивши Хуана. Але це потім зауважує Франсуа, тож обоє повертаються до готелю. Хуан зізнається, що підібрав Марі, коли вона знепритомніла на вулиці, але вже давно її не бачив. Невдовзі бандити застрелюють Хуана, а Франсуа потрапляє в сипучі піски.
Двох французів заарештовує місцева поліція, яка помилково сприймає їх за вбивць. Щойно вони повертаються на волю, як допомагають заарештувати Фернандо, лідера банди, яка вбила Хуана. Він зізнається, що не знає долі Марі, оскільки невеликий літак, який перевозив її, зник над тропічним лісом.
Вважаючи дочку Александра мертвою, Жан хоче відмовитися від розслідування, але Франсуа переконує всіх спробувати останню авантюру: посадити його в літак і переправити над джунглями тим же маршрутом. Під час польоту Жан помічає, що у Франсуа алергічна реакція на укус бджоли, і вимагає негайно посадити літак. Той потрапляє в лікарню, де зустрічає місцевого жителя, чиє село згоріло через Марі.
Оглядаючи згарище, французи помічають мавпу. Переслідуючи її, вони відшукують ще одну зруйновану будівлю. Потім у їхнього джипа закінчується пальне посеред лісу. Жан зізнається бухгалтеру, що насправді він не головний, а лише «цап», що слугує приманкою для невдач. Випадкова вантажівка підбирає обох і відвозить до селища, де Франсуа лишається в лікарні через струс мозку. За збігом обставин Франсуа опиняється на сусідньому ліжку біля Марі. Вони виходять на причал, який провалюється під ними та пливе в далечінь.

## У ролях
- П'єр Рішар — Франсуа Перрен, невдаха-бухгалтер
- Жерар Депардьє — Жан Компана, приватний детектив
- Мішель Робен — Александр Бенс, гендиректор
- Педро Армендаріс — Кустао, комісар поліції
- Корін Шарбі — Марі Бенс, дочка Александра
- Андре Віларді — Меєр, психолог